# 拉多斯瓦夫·沃伊塔泽克
拉多斯瓦夫·沃伊塔谢克（波蘭語：Radosław Wojtaszek，1987年1月13日—），波兰国际象棋棋手、特级大师。
沃伊塔谢克曾获得过欧洲国际象棋18岁组冠军（2004年）、世界国际象棋18岁组冠军（2004年），并于2005年、2014年两度获得波兰国际象棋全国冠军。此外，自2008年起，他还是前世界冠军维斯瓦纳坦·阿南德的助手。
沃伊塔谢克的妻子是俄罗斯国际象棋棋手、国际大师阿林娜·卡什琳斯卡娅。